# Zločin u Šahovićima
Zločin u Šahovićima je bio masovno ubistvo između 120 i preko 1.000 (u zavisnosti od izvora informacija) civila islamske veroispovesti u mestu Šahovići, danas Tomaševo, tokom noći između 9. i 10 novembra 1924. godine.
Zločinu je prethodilo ubistvo načelnika kolašinskog okruga Boška Boškovića 7. novembra, za čije ubistvo je optužen poznati muslimanski odmetnik Jusuf Mehonjić. Tokom sahrane Boškovića donijeta je odluka o osveti koja je sprovedena narednih dana.
U masakru je učestvovao i Nikola Đilas, otac Milovana Đilasa, koji je pisao o ovom događaju u svojoj knjizi Besudna zemlja.
Sam zločin, osim sporadičnog pomena u štampi od strane vjerskih poglavara i pojedinih narodnih poslanika, nije sudski procesuiran niti je vođena bilo kakva istraga. Ovo je bio jedan od najvećih zločina u Kraljevini SHS u mirnodopskim uslovima. Za ovaj zločin nije niko odgovarao.